# 苗韋尼
苗韋尼（羅馬尼亞語：Mioveni）是羅馬尼亞的城市，位於該國南部，距離首府皮特什蒂12公里，由阿爾傑什縣負責管轄，面積51平方公里，海拔高度327米，2009年人口34,142，大多數居民信奉東正教。
羅馬尼亞汽車公司達契亞汽車的生产工廠地點位於该城市。